# Wilp-Achterhoek
Wilp-Achterhoek is een dorp in de Nederlandse gemeente Voorst (provincie Gelderland), naast de snelweg A1. Het is een kleine agrarische kern met ongeveer 1280 inwoners, die voornamelijk in het buitengebied buiten het dorp wonen.
Bij het dorp, aan de overkant van de A1, staat een grote afvalverwerkingslocatie van Attero, voorheen de Veluwse Afval Recycling.
Wilp-Achterhoek ontstond in de 19e eeuw.

## Zie ook

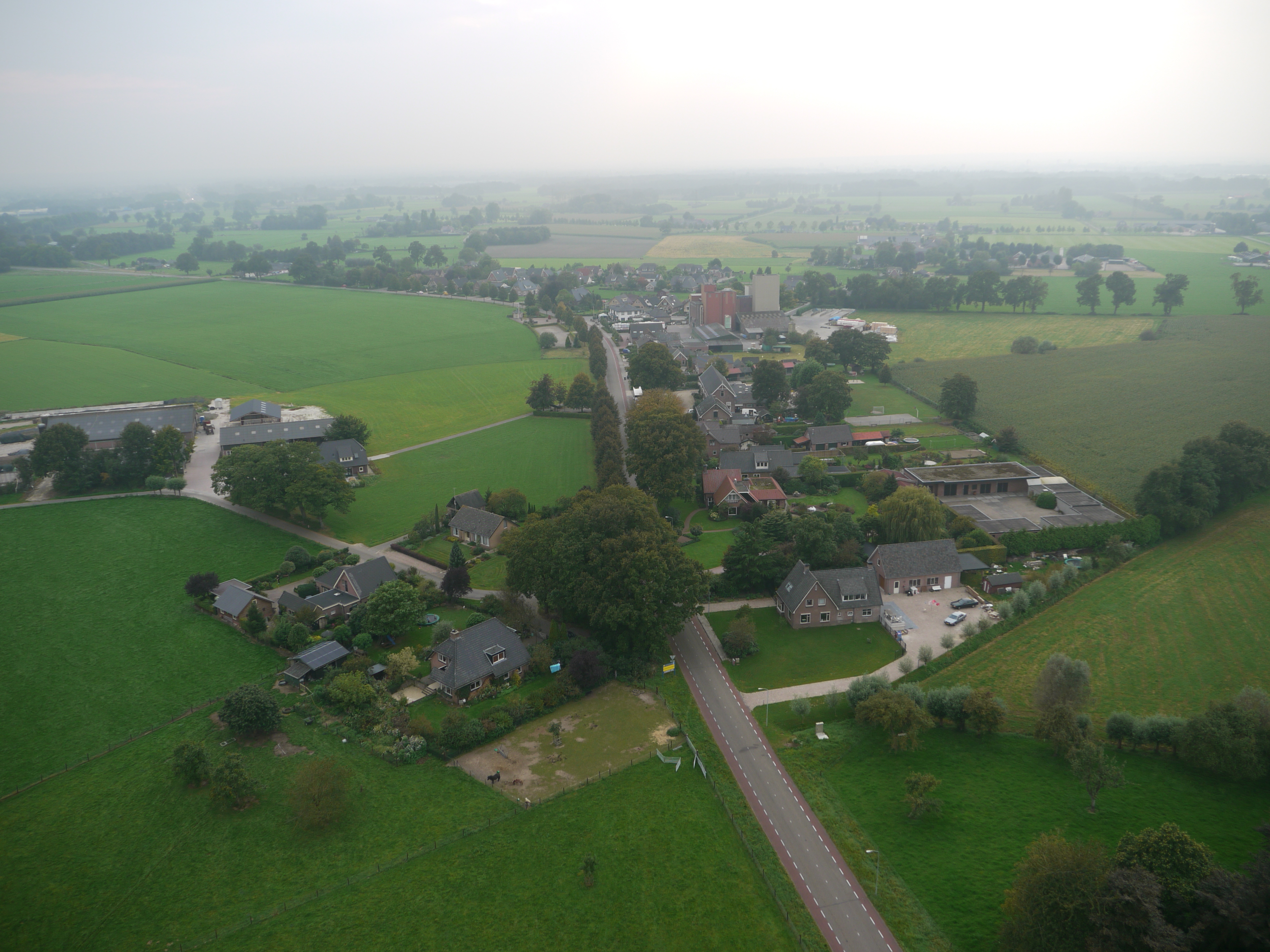
Wilp-Achterhoek vanuit de lucht, gezien vanuit het oosten.